# New Barnet
New Barnet London Barnet kerületnek egy része. A táj kertvárosi, lakóövezeti jellegű. Sok bolt és pub, s ezen felül számos szolgáltatás teszi otthonossá a környéket. A városrész közel fekszik az M25, az A1 és az M1 autópályákhoz.

## Története
A terület benépesedéséet a Nagy Északi Vasúttársaság megalakulásának, és 1850-es beindulásának köszönheti. Ekkor építették meg a Barnetet kiszolgáló vasútállomást, de ez egy mérföldre volt a városközponttól. Az A10 főút, a Station Road és az East Barnet Road köti össze köti össze Barnetet Kelet-Barnettel, s ezen felül még sűrven közlekeő buszhálózata is van. 
1894-től 1965-ig New Barnet Hertfordshire-hez tartozott. A régi városháza még mindig áll a Station Roadnál. A helyi önkormányzat az 1990-es évektől már nem használja, 2000-től étterem működik a helyén. 2006-ban átalakították lakásokká.
A városrész legnagyobb kereskedelmi területe az East Barnet Roadon , a vasútállomáshoz közel van. A hatalmas Sainsbury's bevásárló központot számos kisebb magánbolt öleli körbe. Az 1960-as 70-es évek során sok irodaház épült a Station Roadon. Párat azóta átalakítottak lakásokká.
Pubok New Barnetben: The Railway Tavern, The Railway Bell, The Builders Arms, The Lord Kitchener, The Alexandra és a The Buck & Bailey.

## Tömegközlekedés

### Buszok
- 84: New Barnet Állomástól St Albansig
- 107: New Barnet állomástól Edgware-ig
- 184: New Barnet – Turnpike Lane
- 307: Arkley – Brimsdown
- 326: Barnet – Brent Cross
- 383: Barnet – Woodside Park
- 384: Barnet – Cockfosters

### Vasútállomás
- New Barnet vasútállomás

## Iskolák

### Általános iskolák
- Livingstone School
- Cromer Road School
- Trent School
- Lyonsdown School

### Középiskola
- East Barnet School

## Legközelebbi helyek
- Barnet
- East Barnet
- Cockfosters
- Oakleigh Park
- Whetstone
- Hadley Wood